# Comté de Lake (Minnesota)
Pour les articles homonymes, voir Comté de Lake.
Le comté de Lake est situé dans l’État du Minnesota, aux États-Unis. Il comptait 11 058 habitants en 2000. Son siège est Two Harbors.